# Valys
Valys ist ein litauischer männlicher Familienname, abgeleitet von valyti (putzen). 

## Ableitung
- Valaitis

## Personen
- Albertas Valys (* 1953), Rechtsanwalt, ehemaliger Justizminister Litauens
- Antanas Valys (*  1952), Politiker, Vizeminister
- Darius Valys (* 1972),  Generalstaatsanwalt Litauens (seit 2010)